# キューブクリエイター3D
『キューブクリエイター3D』（Cube Creator 3D）は、Big John Gamesが開発し、ニンテンドーeショップで配信されているニンテンドー3DS用サンドボックスゲーム。日本ではアークシステムワークスより2015年7月15日に配信された。
本項では2017年4月27日にBig John Gamesとアークシステムワークスが共同開発し、発売された改良版『キューブクリエイターDX』、2018年4月26日に発売したNintendo Switch版『キューブクリエイターX』についても記述する。なお、本稿では『キューブクリエイター3D』を3D、『キューブクリエイターDX』をDX、『キューブクリエイターX』をXと表記する。

## 概要
ブロックなどのアイテムを使って、箱庭感覚で遊んでいく。敵が出現し冒険していくサバイバルモードと、純粋に箱庭作りが出来るクリエイティブモードがある。DXからはステージビルダーモードなど様々な機能が加わった。
上画面の立体視対応のグラフィックと、下画面で簡単にアイテム選択を切り替えられる事が特徴とされる。3Dではマルチプレイには対応していないが、DXでは対応した。

## サバイバルモード
ゲーム内に多数配置されている地面や木などのオブジェクトを破壊し、それによって材料が手に入りそれらを使ってアイテムを作り、アイテムを使ってゲームを有利に進めるようにしゲーム世界を冒険し、あるいは自分の理想の世界や建造物を築いていく。
フィールドには樹木や地面(草ブロック)、湖の水、地中を掘り進めていけば鉄鉱石や金鉱石、溶岩などがある。
段差は1ブロック分までは歩いて登れる。高い場所から落ちると高さによって相応のダメージを食らう。水中に入ったら酸素ゲージが表示され(8ゲージ)、2秒で1ゲージ消費する。全ての酸素ゲージを消費したら、次はライフを1秒で1ゲージ消費する。Lボタンを押しっぱなしにすると浮上し、水面まで出ると消費した酸素を回復して再び水中探索ができ、これの繰り返しで水中のブロックを破壊・入手していく。
木の葉を破壊するとランダムで回復アイテムの林檎が落ちてきて手に入る。木を切り倒しても、木の葉を破壊すればランダムで木の苗木が手に入り、それを地面に植えると木を生やす事が出来る。また鶏や牛、熊を倒すと食材を落とし手に入る。動物の肉はそのままでは食べられないので、釜戸と火を使って調理し回復アイテムに変える必要がある。
熊やゴブリン、魔法使いなどの敵が行く手に現れ攻撃してくるので、武器(剣)を作って倒さないと進路の邪魔になる。敵によって攻撃方法も様々である。攻撃を受けるなどしてライフが0になると、全ての所持品が1割その場に落とされ、ゲームを続けるを選ぶとライフが満タンの状態で初めてゲームを開始した地点に戻される。落とした所持品は取りに戻ると失わずに元の数を取り戻せる。
ゲーム内の時間経過によって、明け方、朝から昼、夕方、夜の時間がある。夜は暗く風景を見辛いが行動は可能で、1度も寝ずにプレイし続ける事が出来る。寝袋で寝ると朝になる。
いつでもどこでもどんな状態・状況でもセーブできる。敵との戦闘中でもセーブ出来るが、装備・ライフ管理を怠ったままセーブし、次回ロードして再開するといきなり殺される危険がある。電源を切り次回ゲームを再開すると、所々で敵が配置し直され、再度戦闘しなければならない場合がある。
フィールドのどこかに掘り進められた坑道があり、中に入って壁・床・天井を壊していくと、強い道具の材料となる鉄鉱石などの鉱物が手に入る。

## クリエイティブモード
冒険をせず、純粋にブロックで建造物を作るモードである。工夫次第でどんな形・構造の物でも築き上げる事が出来る。
サバイバルモードとは違い自分の作りたい物を決めて素材を取るのではなく最初からすべてのブロック,素材を使用でき最初から作りたいものが作ることができる

## ステージビルダーモード
DXで追加。ブロック・敵・ギミックなどを自由に配置して、自分だけのオリジナルステージを作る事が出来る。スタート地点とゴール地点を設定し、プレイヤーはスタート地点からスタートし、クリア条件を満たしてゴール地点に辿り着ければクリアとなる。インターネットを使って「みんなの広場」で、自分の作ったステージを投稿して他のプレイヤーに遊んでもらったり、逆に他のプレイヤーが作ったステージをダウンロードして遊ぶ事が出来る。

## アイテム
ブロック
基本となるゲーム世界を構成しているオブジェクト。破壊するとその種類に応じたブロックが手に入る。地面、木材、木の葉、砂、粘土、石材、鉄鉱石、金鉱石、ダイヤモンド鉱石などがある。限りなく溢れて尽きない水や溶岩もある。鉄鉱石などの鉱物はそのまままでは役に立たず、火で精錬して道具を作れる鉄などに変える必要がある。水や溶岩を手に入れるには対応したバケツが必要になる。
道具
ブロックを破壊するためのシャベルや斧やつるはし、敵と戦うための剣や鎧、様々なアイテムを作るのに必要となる火、動物の肉を調理するのに必要な暖炉、消耗したライフを回復する林檎や調理した動物の肉、ブロックで入り口を塞がなくても自由に開閉できて敵の侵入を防げるドア、液体を持ち歩くためのバケツなどがある。木製、石製、鉄製、金製、ダイヤモンド製の順に性能が上がる。ブロック破壊の道具には特徴があり、地面や粘土などにはシャベル、木には斧、石などの鉱物にはつるはしを使うと、最短の回数でブロックを破壊できる。
所持数上限
ブロックは999個、林檎は100個、苗木は光・闇それぞれ50個ずつ、シャベルなどの道具は木製や石製などそれぞれ10個まで持てる。最大所持数の状態でアイテムを入手しようとすると、アイテムは手に入らずその場で消え去り、ゲーム世界から永久に消滅する事になる。

## アップデート
3Dでは、大型アップデートが行われた。日本では2016年1月27日に配信されている。
- 新しい世界
- 敵を2種類追加
- アイテムの追加
- ブロックの追加

また、DXでもアップデートが行われている。

## キューブクリエイターDX
新たに畑栽培やペット飼育の要素や、ステージビルダーモードが加わった。ローカル通信やインターネットを使って、サバイバルモードやステージビルダーモードを他のプレイヤーと一緒に遊ぶ事ができ、プレイ中ジェスチャーやチャットも出来る。
2024年4月9日、3dsのオンラインサービス終了に伴いオンラインのマルチプレイのサービスが終了した。